# Idaea incomptaria
Idaea incomptaria är en fjärilsart som beskrevs av Jean Baptiste Boisduval 1840. Idaea incomptaria ingår i släktet Idaea och familjen mätare. Inga underarter finns listade i Catalogue of Life.